# André Jurres
André Georgius Jurres (Amsterdam, 23 april 1912 – Nice, 8 december 2001) was een Nederlands pianist en bestuurder binnen de muziekwereld.
Hij was zoon van kunstschilder Johannes Hendricus Jurres en Madeleine Guillouard. Hijzelf was getrouwd met Hermina Anna Maria Kuijper en Theresia Bernadette Johanna Theodora van der Heuvel.
Hij kreeg zijn opleiding tot pianist van Willem Andriessen en een opleiding in Parijs, waarna optredens in binnen- en buitenland volgden. Voorts was hij docent aan de Conservatoria van Utrecht en Rotterdam. Leerlingen van hem zijn onder andere Simon Pluister, Jurriaan Andriessen en Henk Stam. Begin jaren vijftig werd hij directeur van Donemus, waar hij onder meer een muziekbibliotheek oprichtte en een archief aan Hedendaagse Muziek begon. Hij wisselde die functie in 1974 voor het adviseurschap. In die functies promootte hij Nederlandse klassieke muziek over de gehele wereld. Het mondde uit in een functie als voorzitter van het Nederlands comité van de Internationale Muziekraad bij de UNESCO; een functie die hij tot 1992 zou bekleden en hij werd er erelid van. Hij combineerde het met het directeurschap van de Eduard van Beinum-Stichting en het voorzitterschap van de Rijksadviescommissie Nederlandse Muziekprijs. Ook had hij van 1969 tot 1975 een leidinggevende functie binnen de International Society of Contemporary Music (ISCM).
In 1970 reikte hij als voorzitter van de jury Edisons uit aan Bernard Haitink, Elly Ameling en Dietrich Fischer-Dieskau.
- MusicBrainz: 4963b50f-a389-4e73-b624-1db6409b75f8
- Nederlandse Thesaurus van Auteursnamen: 234935936
- Virtual International Authority File: 71478473
- WorldCat: E39PBJtMkjxvwvQ3Tfg6qHxv73